# شارکنادو
شارکنادو (به انگلیسی: Sharknado) یک تله‌فیلم، علمی تخیلی آمریکایی در ژانر فاجعه محصول سال ۲۰۱۳ به کارگردانی آنتونی سی. فرانته است. داستان فیلم مورد یک آبراهه‌ای است که کوسه‌ها را از اقیانوس بیرون می‌آورد که واقیعه آن در لس‌آنجلس می‌گذرد. این اولین قسمت از مجموعه فیلم‌های شارکنادو است. اولین بار در ۱۱ ژوئیه ۲۰۱۳ در کانال سای فای پخش شد، بازیگران اصلی این فیلم تارا رید، ایان زیرینگ و جان هرد می‌باشند.

## دنباله‌ها
- شارکنادو ۲ (۲۰۱۴)
- شارکنادو ۳ (۲۰۱۵)
- شارکنادو ۴ (۲۰۱۶)
- شارکنادو ۵ (۲۰۱۷)
- آخرین شارکنادو (۲۰۱۸)